# Pam Ziegenhagen
Pamela Kay Ziegenhagen-Shefland (* 1957 in Minnesota) ist eine US-amerikanische Filmeditorin.

## Leben
Ziegenhagen erlernte in der Fernsehserie Ausgerechnet Alaska als Schnittassistentin ihr Handwerk. Beim Zeichentrickfilm Ein Königreich für ein Lama durfte sie erstmals eigenverantwortlich den Filmschnitt ausführen und ist seitdem vor allem für den Schnitt von Animationsfilmen wie Mulan 2, Jagdfieber und Ich – Einfach unverbesserlich bekannt.
Nachdem Ziegenhagen den Filmeditor Alan L. Shefland heiratete, nahm sie dessen Nachnamen an und führt ihn seitdem als Doppelnamen.
Im Jahr 2022 wurde sie in die Academy of Motion Picture Arts and Sciences (AMPAS) berufen, die alljährlich die Oscars vergibt.

## Filmografie (Auswahl)
- 1991–1994: Ausgerechnet Alaska (Northern Exposure) (Fernsehserie, 28 Episoden als Schnittassistentin, 1 Episode als Editorin)
- 1992: Melrose Place (Fernsehserie, 1 Episode als Schnittassistentin)
- 1995: Abandoned and Deceived (Schnittassistenz)
- 2000: Ein Königreich für ein Lama (The Emperor's New Groove)
- 2004: Mulan 2 (Mulan II)
- 2006: Jagdfieber (Open Season)
- 2010: Ich – Einfach unverbesserlich (Despicable Me)
- 2017: Bo und der Weihnachtsstern
- 2023: The Monkey King